# Katsuhiro Kusaki
Katsuhiro Kusaki (Prefettura di Kyoto, 12 aprile 1962) è un ex calciatore giapponese, di ruolo centrocampista.